# Trance Evolution
(Slogan attuale)
Trance Evolution è un programma radiofonico italiano popolare, trasmesso sull'emittente radio M2o dal 2002 al 2019 ed attualmente disponibile esclusivamente online sul canale YouTube del programma. È interamente dedicato alla musica trance, l'unico fra le trasmissioni italiane a proporre questo genere.

## Storia
Trance Evolution nasce nel settembre 2004, trasmesso in radio per quattro ore la notte tra domenica e lunedì dalle 0:00 alle 4:00. In seguito è stato anticipato alle ore 20:00 e ridotto a tre ore, ma dal 5 marzo 2007 è stato spostato dal lunedì al venerdì dalle 21:00 alle 22:00. Per poi essere spostato all'orario attuale.
Dal 2014 Trance Evolution rafforza la collaborazione con il duo italiano Colonial One, dopo alcune apparizioni con guestmixes sul sito dell'emittente radiofonica, con trenta minuti settimanali esclusivi in onda sulle frequenze FM.
Dal 2018 la trasmissione va in onda con una sola puntata settimanale. Nella nuova stagione il format cambia con l'introduzione della speaker LaMario. Trance Evolution Chart e la puntata settimana con Colonial One si trasferiscono sul canale YouTube di Trance Evolution.
Dal 18 marzo 2019 tutta la programmazione di Trance Evolution si sposta sul web presso il portale YouTube di Trance Evolution e si arricchisce di spin-off, nuovi spazi e approfondimenti sulla musica trance e progressive:
- Trance Evolution Show: ogni domenica un'ora di musica mixata da Andrea Mazza (accompagnata dalla voce de LaMario per un lungo periodo)
- Trance Evolution Back2Back: ogni mercoledì, 30 minuti mixati da Andrea Mazza e 30 minuti da Colonial One. Da gennaio 2020 lo show ospita per 1 ora il mix di Colonial One.
- Trance Evolution Chart: ogni giovedì, la tradizionale classifica settimanale con le migliore 20 tracce del periodo
- Trance Evolution Progressive Zone: Appuntamento inedito a cadenza mensile (secondo lunedì del mese) con le sonorità progressive house e progressive trance mixate da Trance For Friends (T.F.F.)[3]

## Zero DB, il programma "fratello"
Trance Evolution, sin dalle origini ha vissuto quasi in simbiosi con un altro programma: Zero Db, dato che i DJ-conduttori sono stati sempre gli stessi, ovvero Andrea Mazza e Luca Martinelli.
Zero DB, originariamente era un programma di un'ora, divisa in tre tronconi, separati tra loro dai blocchi pubblicitari di circa cinque minuti: la zona verde (15 minuti di trance), la zona gialla (15 minuti di hardtrance) e la zona rossa (15 minuti di hardstyle). Inoltre, nel programma Zero Db Chart, buona parte delle canzoni presenti in classifica erano trance, con scarna presenza di canzoni hardtrance.
Da questo si capisce che Trance Evolution nasce come appendice della zona verde di Zero DB, anche se col passare del tempo il programma abbandona l' hardstyle e diventa un programma con sola trance e hardtrance, tant'è che per una stagione i due programmi sono stati uno consecutivi all'altro per via delle similitudini musicali molto forti. Nonostante il ritorno all'hardstyle, a partire dalla stagione 2008-2009, Zero Db e Trance Evolution rimangono comunque programmi fratelli: infatti, il conduttore di entrambi rimane peraltro Andrea Mazza. Fra l'altro, spesso e volentieri in Zero DB sono presenti come ospiti Deejay trance.
Lo stile hardtrance è stato un po' abbandonato con i cambi di palinsesto dell'ultima stagione, tanto che solo i primi due dischi del nuovo Zero DB erano hardtrance e sono stati col tempo eliminati, partendo subito a inizio trasmissione con i suoni hardstyle, anche se ogni tanto sono ospiti DJ hardtrance, ma accade abbastanza raramente.
Dall'inizio i DJ-conduttori della trasmissione sono stati Andrea Mazza e Luca Martinelli, oltre a Simone Girasole fino al 5 marzo 2007; Il duo Mazza-Martinelli ha continuato a condurre il programma fino all'inizio della stagione radiofonica 2008-2009, quando, con grande sorpresa degli ascoltatori, i jingle del programma cambiano, annunciando la presenza del solo Andrea Mazza alla guida del programma e della chart: infatti, Luca Martinelli viene spostato a condurre un programma nella fascia mattiniera di M2o. Anche l'edizione rinnovata del programma-gemello Zero DB vede l'assenza di Luca Martinelli: infatti, anche qui, la scelta della conduzione è caduta sul solo Andrea Mazza, supportato dal cantante Andrea Mnemonic.

## Discografia

### Produzioni
Mazza & Martinelli non si sono limitati ad essere conduttori del programma e della chart, ma insieme sono stati ospiti di serate in discoteca (però per rappresentare il programma Zero DB), in più si sono distinti come DJ e produttori, insieme hanno prodotto canzoni che sono state apprezzate dal pubblico di Radio M2o, ecco un elenco delle loro produzioni più importanti, in ordine cronologico:
- Mazza & Martinelli - Kiss That Sound
- Mazza & Martinelli - Good Fun
- Spin Factory[8] - To Fight
- Mazza & Martinelli - My Time Is Yours
- Cross Fade Feat. Milton -  The Invisible Touch

Il duo ha anche mixato la compilation Trance Evolution Official Compilation uscita nel 2008.
Il secondo volume della compilation, uscito nella primavera 2009 è stato mixato dal solo Mazza.
Attualmente Andrea Mazza da DJ singolo rappresenta sia Zero DB che Trance Evolution, anche nelle serate in discoteca, che ottengono un buon riscontro di pubblico. Tra le collaborazioni si registrano quelle con Wolf e Gabriel Cage, oltre a Giuseppe Ottaviani e Colonial One.